# Camelia Potecová
Camelia Potecová (* 19. února 1982, Brăila) je rumunská plavkyně, olympijská vítězka z her v roce 2004.

## Sportovní kariéra
S plaváním začala jako osmiletá. Specializuje se zejména na tratě od 200 do 1500 metrů volným způsobem. Výrazně se prosadila na mistrovství Evropy 1999, kde získala dvě zlaté (na 200 a 400m volný způsob) a jednu bronzovou medaili. Na olympijských hrách v roce 2000 se probojovala do finále na 200 metrů, kde skončila sedmá, a s rumunskou štafetou na 4×200 m těsně pod stupni vítězů. Svého největšího úspěchu dosáhla na následující olympiádě v roce 2004, když překvapivě na trati 200 metrů volný způsob zvítězila. Je také majitelkou dvou bronzových medailí z mistrovství světa a sedmnácti medailí (z toho čtyřech zlatých) z mistrovství Evropy.